# Surface Pro 2
Surface Pro 2 是美国微软公司设计的Surface 系列Windows 8平板电脑。它于2013年9月23日在纽约发布，于2013年11月22日正式发售，取代2012年发行的Surface Pro。在保持类似其原本设计的同时，Surface Pro 2比前代提高了硬件规格 (例如第四代 (Haswell) Intel Core i5处理器和更丰富的存储选项)，也改进了其支架和键盘盖配件（如新的具有辅助电池的“Power Cover”）的形式。

## 规格
Surface Pro 2 设计类似其前代版本，但对硬件做了升级，如 1.6 GHz 的第四代 Intel Core i5-4200U 处理器。